# Sundarbans
Sundarbans er den største mangroveskov i verden. Den ligger ved Gangesflodens delta og breder sig over arealer i Bangladesh. Sundarbans er på UNESCO's liste over verdens naturarv. Et område på  963 km² blev i 2001  udpeget til biosfærereservat under UNESCOs Menneske og biosfære-programmet.
Sundarbans er gennemskåret af et komplekst netværk af tidevandsvandkanaler, mudderøer og små øer. Mangroveskoven består af en række træarter, som alle kan vokse i saltvand, og hvis rødder to gange dagligt dækkes af vand, når tidevandet trænger ind og oversvømmer mangroveskoven. Mangrovetræerne udskiller salt gennem rødder, bark og blade.
Området er kendt for sin store biologiske mangfoldighed. Mest berømt er den bengalske tiger, men også adskillige arter af fugle og plettede hjorte, krokodiller og slanger lever her. Det estimeres, at der er 400 bengalske tigre og 30.000 plettede hjorte i området.
Mangrovetræernes vidtforgrenede net af rødder yder beskyttelse for et rigt dyreliv: Fisk, rejer, krabber, snegle og havbørsteorme. Og mangroven er en vigtig 'børnehave' for mange koralrevsfisk, som opsøger mangroven, når de skal gyde.
Mod syd møder skoven Den Bengalske Bugt, mod øst afgrænses den af Baleswarfloden, mens der mod nord er der en skarp grænse mod opdyrket land. Det totale landareal er 4.143 km², vandarealet er 1.874 km².
Skoven bidrager med ca. 40 % af Bangladeshs totale indtægter af skove. En række industrier bruger træet bl.a. en tændstikfabrik, et værft og en møbelfabrik. Forskellige andre produktioner og plantager hjælper med at generere indkomst til mindst en halv million fattige kystbeboere. Ud over produktion fra skoven skaber den også beskyttelse mod noget af kraften fra de cykloner, som ofte rammer området.